# علم غادسدن
علم جادسدن هو علم أمريكي تاريخي ذو حقل أصفر يصور أفعى مجلجلة  ملتفة على نفسها وجاهزة للهجوم والعض. تحت الأفعى المجلجلة توجد عبارة " لا تخطو علي ".  تتضمن بعض الإصدارات الحديثة فاصلة عليا
تم تسمية العلم على اسم مصممه كريستوفر جادسدن ، مندوب ولاية كارولينا الجنوبية إلى الكونجرس القاري والعميد في الجيش القاري  الذي صمم العلم في عام 1775 أثناء الثورة الأمريكية . أعطى العلم للعميد البحري إيسيك هوبكنز ، وتم رفعه على السارية الرئيسية لسفينة هوبكنز الرائدة يو إس إس ألفريد في  20ديسمبر 1775  بعد يومين، عين الكونجرس هوبكنز قائدًا أعلى للبحرية القارية . لقد تبنى راية جادسدن كعلم شخصي له، ورفعها على السارية الرئيسية للسفينة الرئيسية  كما استخدمها مشاة البحرية القارية في بداية الحرب 
كانت الأفعى المجلجلة رمزًا لوحدة المستعمرات الثلاثة عشر في بداية الحرب الثورية، وتاريخها طويل كرمز سياسي استخدم في امريكا. استعملها بنجامين فرانكلين في نقشه الخشبي "انضم أو مت" ‏ عام 1754. اراد جادسدن ان يكون علمه بمثابة تحذير لبريطانيا من انتهاك حريات الامريكان.
يوصف العلم بأنه "الرمز الأكثر شعبية للثورة الأمريكية". يعلن مصممه عن تحذير حازم من الاستيقاض والثورة ضد الاكراه. وقد أدى ذلك إلى ارتباطها بأفكار الفردية والحرية . غالبًا ما يستخدم في الولايات المتحدة كرمز لليبرتارية اليمين ، والليبرالية الكلاسيكية ، والحكومة الصغيرة ؛ لانعدام الثقة في الحكومة او تحدي للسلطات العليا كالحكومة 

## المظهر والرمزية

### الاختلافات في المظهر
توجد العديد من الاختلافات في علم جادسدن. يتضمن الشعار أحيانًا فاصلة عليا في كلمة "لا" وأحيانًا لا؛  يكون حرف الطباعة المستخدم للشعار أحيانًا عبارة عن حرف serif . تظهر الأفعى المجلجلة أحيانًا على أنها جالسة على أرض خضراء؛ لا تضهر في النسخ بين عامي 1885 و 1917 اي شيء اسفل الأفعى المجلجلة. الأفعى المجلجلة عادة ما تواجه اليسار، والاصدارات المبكرة المذكورة أعلاه تواجه اليسار. ومع ذلك، تظهر بعض إصدارات العلم الثعبان متجهًا إلى اليمين.

### تاريخ رمز الأفعى المجلجلة في أمريكا

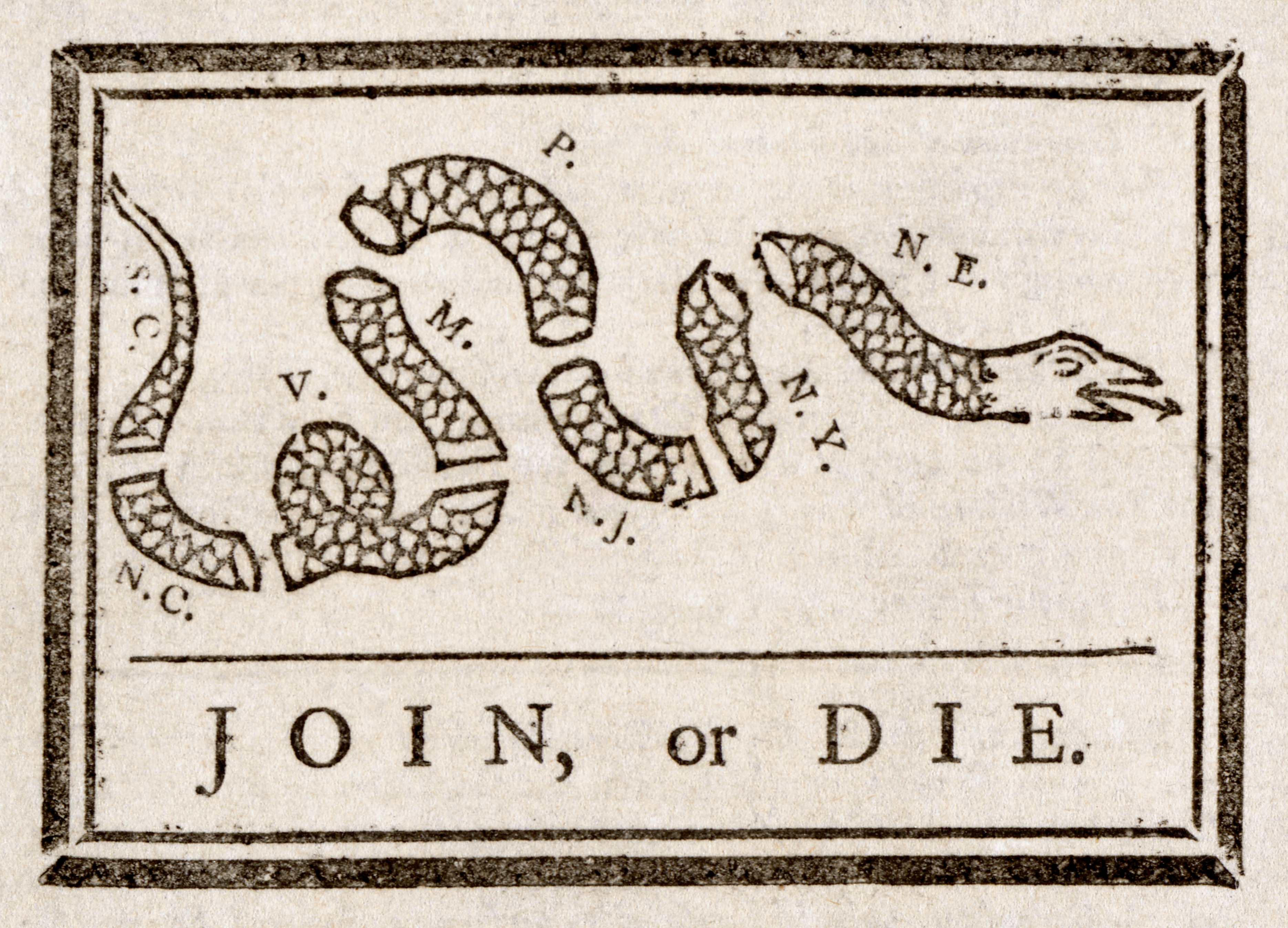
الرسوم المتحركة "انضم أو مت" لبنجامين فرانكلين

يمكن العثور على الأفعى المجلجلة الخشبية في منطقة المستعمرات الثلاثة عشر الأصلية. مثل النسر الأصلع ، كان فريدًا بالنسبة للأمريكتين، حيث كان وسيلة لاضهار هوية منفصلة عن العالم القديم. استخدمة كرمز للمستعمرات الأمريكية إلى منشورات بنجامين فرانكلين . في عام 1751،ظهرة الأفعى المجلجلة كأشارة في تعليق ساخر نُشر في جريدة بنسلفانيا . لقد أصبحت سياسة البرلمانإرسال بعض المجرمين إلى الأمريكتين ( مقاطعة جورجيا في المقام الأول)، لذلك اقترح فرانكلين أن يشكر الأمريكيون البرلمان عن طريق إرسال الأفاعي المجلجلة إلى بريطانيا.
في عام 1754، أثناء الحرب الفرنسية والهندية ، نشر فرانكلين "انضم أو مت" ، وهو نقش خشبي لثعبان مقطع إلى ثمانية أقسام. كانت تمثل المستعمرات، حيث كانت نيو إنجلاند كرأس وكارولينا الجنوبية كذيل، وفقًا لتوزيعها على الساحل الشرقي.ويعتبر هذا أول رسم كاريكاتوري سياسي يُنشر في الصحف الامريكية[بحاجة لمصدر]
في عام 1774، أضاف بول ريفير الرسوم الكاريكاتورية لفرانكلين إلى لوحة صحيفة إشعياء توماس ، جاسوس ماساتشوستس ، والتي صورت على انها تقاتل غريفين بريطاني.

في ديسمبر 1775، نشر بنجامين فرانكلين مقالًا في مجلة بنسلفانيا تحت الاسم المستعار "American Guesser" اقترح فيه أن الأفعى المجلجلة كانت رمزا للروح الامريكية ويقضتها ورمزا للفردية و الاتحاد والحرية 
 تم رسم ثعبان مجلجل، مع هذا الشعار تحتها كلمة، "لا تدوس علي." ليس لديها جفون. ولذلك اعتبرة رمزًا لليقظة. إنها لا تبدأ أبدًا بالهجوم، ولا تستسلم أبدًا عندما تنخرط في الأمر الأفعى المجلجلة منعزلة، ولا تتواصل مع نوعها إلا عندما يكون ذلك ضروريًا للحفاظ عليها من الغريب والمدهش أن نلاحظ مدى تميز واستقلال خشخيشات هذا الحيوان، ومع ذلك تماسكها معًا، بحيث لا تنفصل إلا عن طريق كسرها إلى أجزاء. يمكن فهم قوة الانبهار المنسوبة إليها، من خلال بناء سخي، على أنها تعني أن أولئك الذين يعتبرون الحرية والخيرات التي توفرها أمريكا، ويأتون إليها بمجرد وصولهم إليها، لا يتركونها أبدًا بعد ذلك،
أعتمدة رمز الأفعى المجلجلة لأول مرة من قبل الكونجرس القاري في عام 1778 عندما وافق على تصميم ختم المكتب الحربي.[بحاجة لمصدر] في القسم العلوي الأوسط من الختم يوجد أفعى مجلجلة مع لافتة مكتوب عليها "سندافع عن هذا". نقل هذا التصميم لختم المكتب الحربي - مع بعض التعديلات - إلى التصميمات اللاحقة بالإضافة إلى ختم وزارة الجيش وشعارها وعلمها .[بحاجة لمصدر] على هذا النحو، فإن بعض الاختلافات في رمز الأفعى المجلجلة كانت تستخدم من قبل الجيش الأمريكي لأكثر من 243 عامًا.
اعلام امريكية اخرى تسنعمل الافعى المجلجلة مثل الشركات المتحدة لقطار المدفعية في بلدة بروفيدنس ، وعلم جاك البحرية الأول ، وعلم كولبيبر مينيوتمن ، من بين أمور أخرى.
في القرن الواحد والعشرين استخدمة علم جادسدن من قبل مؤيدي حركة حفل الشاي .

## تاريخ
أسس جورج واشنطن البحرية القارية في عام 1775 كقائد أعلى للقوات القارية، قبل تعيين إيسيك هوبكنز عميدًا للبحرية. تم استخدام السفن لاعتراض سفن الإمدادات الحربية إلى البريطانيين في المستعمرات من أجل إمداد الجيش القاري، الذي كان يعاني من نقص شديد في الامدادات في السنين الاولى للحرب الثورية الأمريكية .
مثل العقيد القاري كريستوفر جادسدن ولاية كارولينا الجنوبية في الكونجرس، وكان واحدًا من سبع أعضاء في اللجنة البحرية التي جهزة المهمة البحرية الأولى. :289وصف بول آرون جادسدن بأنه "من أبرز المدافعين عن البحرية الأمريكية". حمل جنود المارينز الأوائل طبولًا مطلية باللون الأصفر تصور أفعى مجلجلة ملفوفة بثلاثة عشر خشخشة بالإضافة إلى شعار " لا تخطو علي ".
اخذ جادسدن على عاتقه صنع علم مميز للبحرية الامريكية عام 1775. أعطى العميد البحري إيسيك هوبكنز علمًا أصفر اللون ليكون علم شخصي خاص بهوبكنز على يو إس إس <i id="mwyg">ألفريد</i> ، الرائد في أول سرب بحري أمريكي. :289استخدمه جادسدن كتجذير لبريطانيا ان لا تدوس حريات رعاياها. شوهدت الأفعى المجلجلة في تشارلستون بولاية ساوث كارولينا على أنها حيوان "نبيل ومفيد" أعطى التحذير قبل الهجوم. قبل تعيينه لقيادة البحرية، كان هوبكنز قد قاد السرايا المتحدة لقطار المدفعية في بلدة بروفيدنس ، وهي وحدة رفعت علمًا مشابهًا لعلم جادسدن. قام برفع علم جادسدن على الصاري الرئيسي للسفينة يو إس إس ألفريد في 20 ديسمبر 1775، بينما كانت السفينة راسية في خليج تشيسابيك . كلما كان على متن السفينة،كان هوبكنز يرفع العلم باعتباره علم شخصي له. كانت ألفريد أيضًا أول سفينة ترفع علم الاتحاد الكبير ، وهو أول علم وطني للولايات المتحدة، عندما رفعه الملازم أول جون بول جونز في 3 ديسمبر 1775.
بحلول شتاء عام 1775، توقع كونغرس مقاطعة ساوث كارولينا أن يغزو البريطانيون تشارلستون واستدعى جادسدن إلى منزله في فيلادلفيا لقيادة فوج كارولينا الجنوبية الأول . بحلول 14 يناير، تلقى جادسدن أوامره بالعودة إلى الوطن. في يوم الجمعة الموافق 9 فبراير 1776، قدم نموذجًا لعلم الأفعى المجلجلة لويليام هنري درايتون .

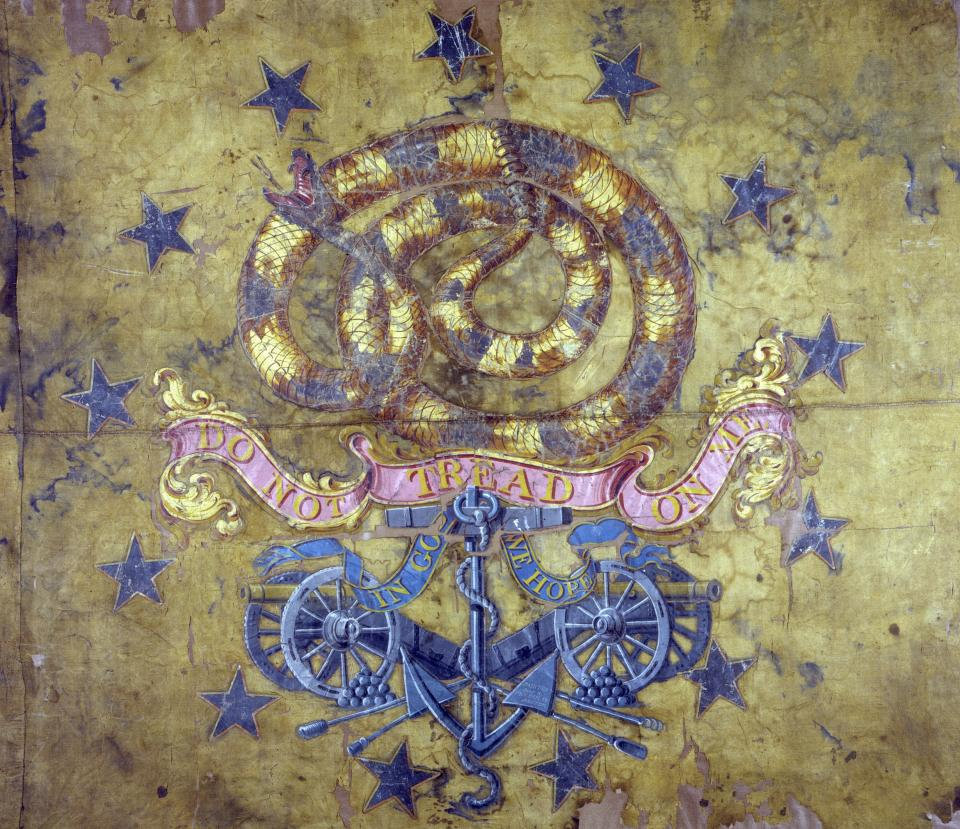
علم قطار بروفيدانس يونايتد للمدفعية

ضهر علم جادسدن في مجلات الكونجرس في ولاية كارولينا الجنوبية في 9 فبراير 1776:

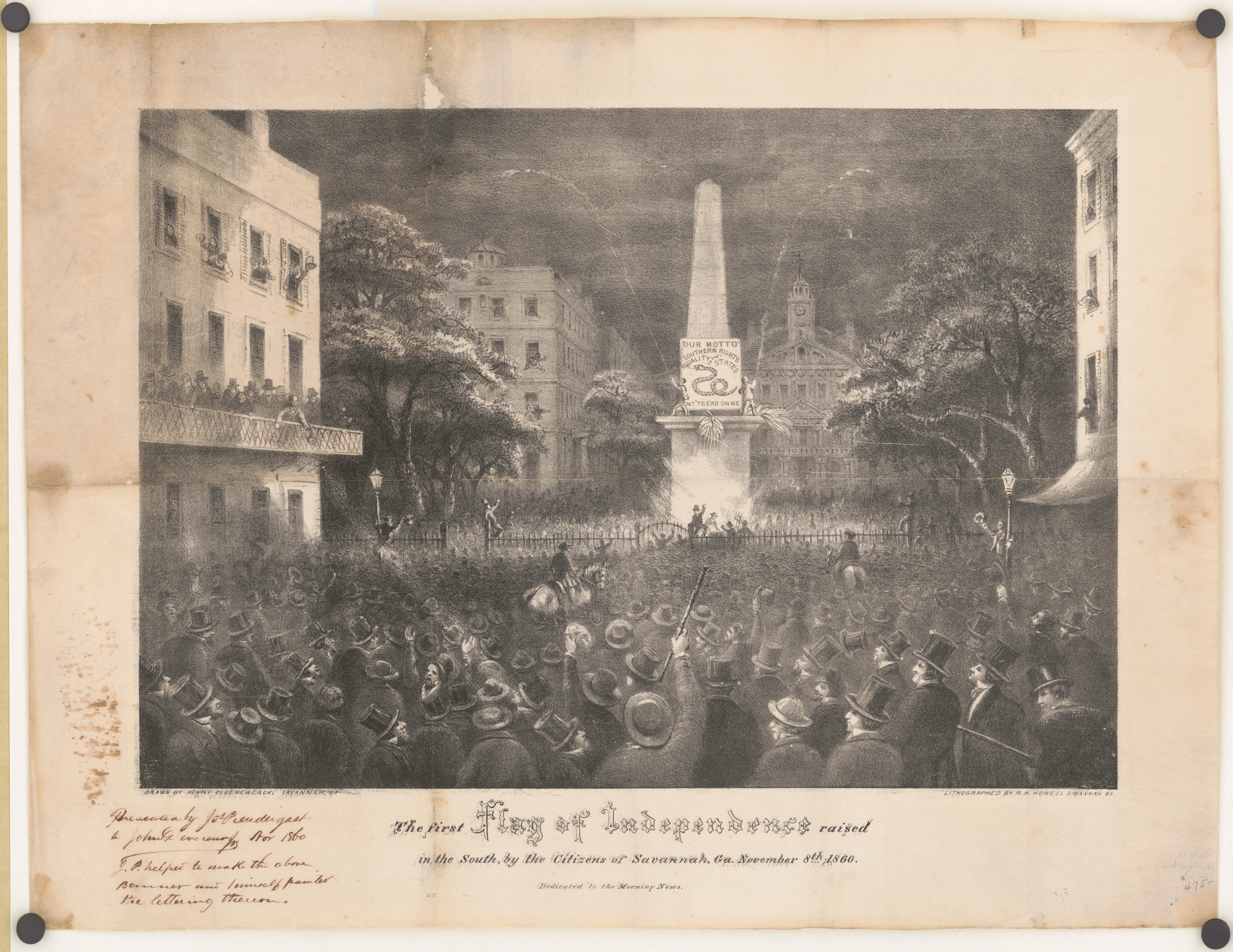
يظهر شكل مختلف من علم غادسدن في تجمع مؤيد للانفصال في سافانا، جورجيا ، في بداية الحرب الأهلية الأمريكية في عام 1860.

في عام 1861، دخلت سفينة من جورجيا الى ميناء بوسطن رافعة للعلم ومعه 15 نجمة ممثلة لولايات العبيد. وقام القبطان بإزالة العلم بعد تجمع حشد كبير وغاضب قاموا بعد ذلك بتحطيمه. مشكوك فيه

## الاستخدام الحديث

خريطة الولايات (باللون الأصفر) التي تقدم لوحات ترخيص خاصة بعلم جادسدن.

لأسباب تاريخية،مازال علم جادسدن يرفرف في تشارلستون و كارولينا الجنوبية، المدينة التي قدم فيها كريستوفر جادسدن العلم لأول مرة ، إلى جانب علم الهلال الأزرق والأبيض لجنوب ما قبل الحرب الأهلية. كارولينا .
أصبح علم جادسدن لوحة ترخيص في العديد من الولايات. اعتبارًا من 2022 , تقدم الولايات التالية رخصة لوحة علم جادسدن: ألاباما، أريزونا, فلوريدا, كانساس, ماريلاند, ميسوري، مونتانا, أوكلاهوما، كارولينا الجنوبية ، تينيسي ،  تكساس ، وفيرجينيا .

### استخدم كرمز تحرري
في السبعينيات، بدأ الليبراليون استخدام علم جادسدن كرمز للحقوق الفردية والحكومة. يرتبط اللون الأصفر أو الذهبي للعلم أيضًا بقوة بالتحررية. يستخدم مشروع الدولة الحرة التحررية في نيو هامبشاير نسخة مختلفة من العلم استبدل فيه الثعبان بالنيص، وهو رمز للحركة التحررية.

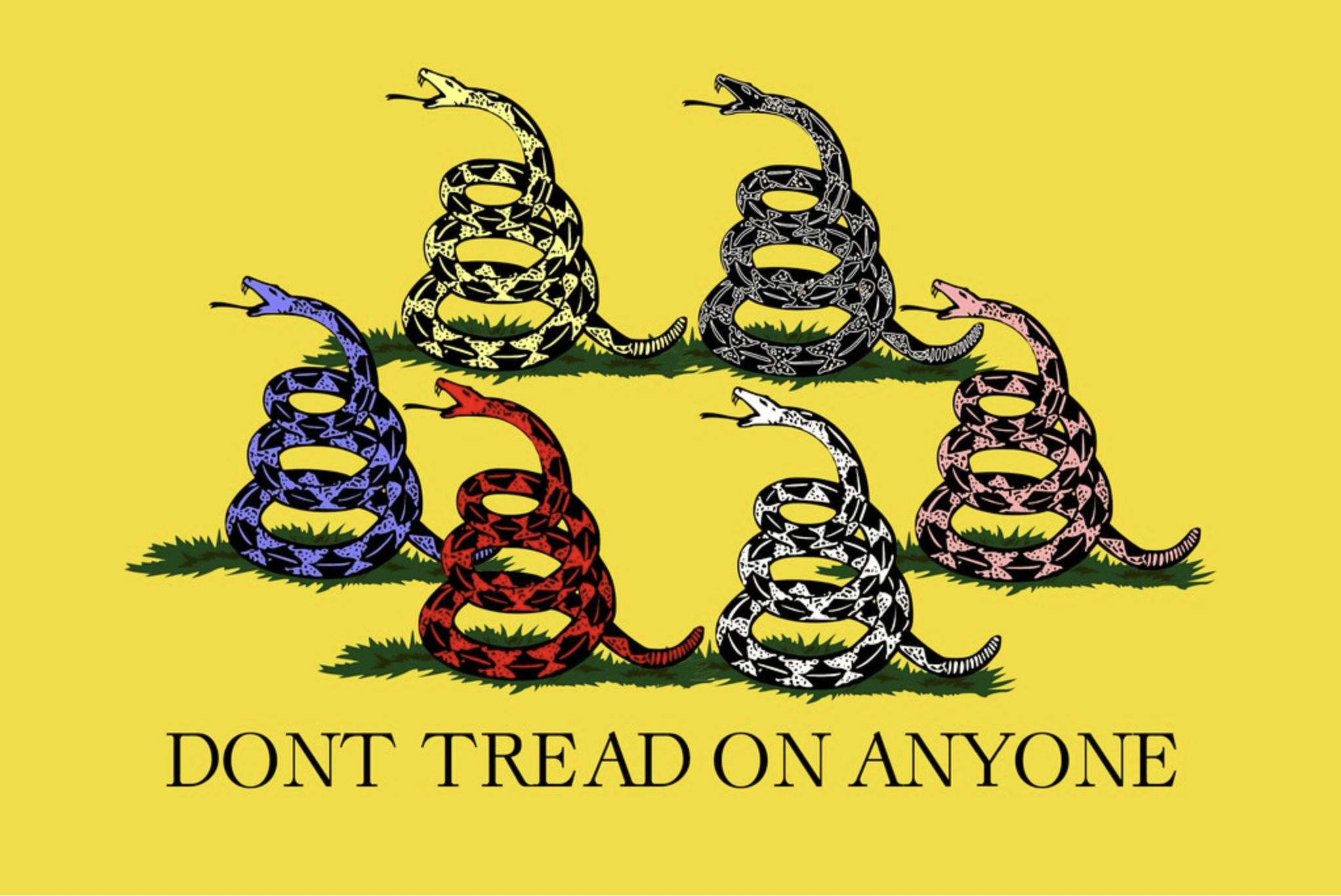
"لا تخطو على أي شخص" نسخة تحررية من علم جادسدن تصور ثعابين متعددة بألوان مختلفة في الوضع الملفوف للثعبان على العلم الأصلي

انواع لبرالية اخرى للعلم تضهر تغير في الكلمات من "لا تخطو علي" إلى "لا تخطو على أي شخص"، في أحد الإصدارات استبدلت الثعبان الواحد بثعابين متعددة بألوان مختلفة، أو في حالات أخرى بالنيص.

### استخدمه من جهة اليسار
في منتصف السبعينيات، استخدمة من قبل لجنة الذكرى المئوية الثانية لشعب [الإنجليزية] اليسار الجديد علم جادسدن على الأزرار والمطبوعات.

### الاستخدام عن طريق اليمين
استخدمة علم جادسدن من قبل المجموعات والأفراد الموجودين على اليمين. ظهر علم جادسدن في تقرير يتعلق باقتحام مبنى الكابيتول الأمريكي في 6 يناير 2021 . 

### استخدم كرمز لحركة حفل الشاي
ابتداءً من عام 2009، استخدمة علم جادسدن من قبل المتضاهرين الداعمين لحركة حفل الشاي الأمريكي. كما تم عرضه من قبل أعضاء الكونجرس في مسيرات حزب الشاي. في بعض الحالات، تم اعتبار العلم رمزًا سياسيًا، وليس رمزًا تاريخيًا أو عسكريًا، بسبب الارتباط القوي بحفلة الشاي.

### استخدامها في عمل إرهابي
وفي عام 2014، تم استخدام العلم من قبل جراد وأماندا ميلر، الذين ارتكبوا حادثة اطلاق نار في لاس فيغاس التي اسفرت عن مقتل شرطيين ومدني عام 2014. وبحسب ما ورد وضع آل ميلرز علم جادسدن على جثة أحد الضباط الذين قتلوا.

### القضايا القانونية المتعلقة بعلم جادسدن
في مارس 2013، تم رفع علم غادسدن على مبنى مستودع أسلحة شاغر في نيو روشيل، نيويورك ، دون الحصول على اذن من المدينة.امرت المدينة بأزالته  ورفعته الجمعية التذكارية والوطنية للمحاربين القدامى، التي احتفظت بالعلم الأمريكي في مستودع الأسلحة، دعوى ضد المدينة. رفض قاض اتحادي القضية، وحكم بأن سارية العلم المعنية هي ملكية للمدينة وبالتالي لا تمثل خطابًا خاصًا.
في عام 2014، قدم أحد موظفي خدمة البريد الأمريكية شكوى بشأن زميل في العمل يرتدي بشكل متكرر قبعة عليها علم جادسدن في العمل. رفضت إدارة خدمة البريد الشكوى، لكن لجنة تكافؤ فرص العمل بالولايات المتحدة نقضت القرار ودعت إلى إجراء تحقيق. وأصدرت لجنة تكافؤ فرص العمل بيانا أوضحت فيه أنها لم تتخذ أي قرار بأن علم جادسدن كان "رمزا عنصريا.

### استخدم خارج الولايات المتحدة
استخدم علم جادسدن من قبل انصار المرشح الرئاسي الأرجنتيني اليميني التحرري خافيير مايلي .

## ظهوره في الثقافة الشعبية
ظهر علم جادسدن في الثقافة الشعبية، خصوصا في قصص ما بعد نهاية العالم .

### في الفن
- قطار الحرية ، وهو عمل فني جرافيتي تم رسمه عام 1976، أدرج علم جادسدن في تصميمه.

### في السينما والتلفزيون
- في فيلم 1982 توتسي ، شخصية جيف سلاتر ( بيل موراي ) يظهر علم جادسدن معروضًا في غرفة نومه.
- في فيلم 1985 روكي الرابع ، شخصية باولي (بيرت يونغ) ترتدي معطفًا عليه العلم على ظهره أثناء وجودها في روسيا.
- في حلقة عائلة سمبسون عام 1995 " بارت ضد. أستراليا "، يكشف بارت في عمل من أعمال "الوطنية" عن عبارة "لا تدوس علي" المكتوبة على أردافه عندما كان من المفترض أن يركله رئيس الوزراء الأسترالي كعقوبة.
- في المسلسل الدرامي المروع لشبكة سي بي إس لعام 2006 أريحا ، ظهرت أعلام جادسدن عدة مرات، أبرزها في خاتمة المسلسل عندما استبدل عمدة أريحا، جراي أندرسون ( مايكل جاستون )، علم "الولايات المتحالفة الأمريكية" في قاعة المدينة بعلم جادسدن.[59]
- في المسرحية الهزلية الهزلية NBC لعام 2009 حدائق و منتجعات ترفيهيه ، رون سوانسون ( نيك أوفرمان ) لديه علم جادسدن مصغر في مكتبه.[60]
- في المسلسل الدرامي المروع لعام 2023 HBO The Last of Us ، يحمل بيل (نيك أوفرمان) علم جادسدن في منزله.[61]

### في الموسيقى
- سجلت فرقة ميتاليكا الأمريكية لموسيقى الهيفي ميتال أغنية بعنوان " Don't Tread on Me " في ألبومها الخامس الذي يحمل عنوانًا ذاتيًا ، والذي صدر في عام 1991. يحتوي غلاف الألبوم على صورة رمادية داكنة لأفعى مجلجلة ملفوفة مثل تلك الموجودة على علم جادسدن.[62]

## ملحوظات
1. ↑  Waser، Thomas (6 ديسمبر 2016). "The Symbolism of the Timber-Rattlesnake in Early America". Herpetology Guy (Thomas Waser) on Steemit. مؤرشف من الأصل في 2022-11-02. اطلع عليه بتاريخ 2019-08-26.
2. ↑  "Timber Rattlesnake Conservation Strategy for Pennsylvania State Forest Lands". Pennsylvania Department of Conservation and Natural Resources. 7 أبريل 2010. مؤرشف من الأصل في 2022-11-02. اطلع عليه بتاريخ 2019-08-26.
3. ↑  Lowth، Robert (1794). A Short Introduction to English Grammar: With Critical Notes. ص. 67, 79.
4. ↑  "GADSDEN, Christopher | US House of Representatives: History, Art & Archives". history.house.gov (بالإنجليزية). Archived from the original on 2023-09-02. Retrieved 2023-02-20.
5. 1 2 3 4 5 6 7 8 9 10 11 12 13  Godbold Jr., E. Stanly; Woody, Robert Hilliard (1982). Christopher Gadsden and the American Revolution (بالإنجليزية). Univ. of Tennessee Press. pp. 142–150. ISBN:978-0-87049-363-8. Archived from the original on 2023-09-21.
6. 1 2 3  "Short History of the United States Flag". أمريكاn Battlefield Trust (بالإنجليزية الأمريكية). 6 Nov 2019. Archived from the original on 2023-02-15. Retrieved 2023-02-20.
7. 1 2 3  "Alfred". Naval History and Heritage Command (بالإنجليزية الأمريكية). بحرية الولايات المتحدة. 9 Jun 2022. Archived from the original on 2023-03-30. Retrieved 2023-02-20. Alfred, Hopkins' flagship, was placed in commission on 3 December 1775
8. ↑  "Esek Hopkins appointed Commander-in-Chief of Continental Navy". California SAR (بالإنجليزية الأمريكية). Archived from the original on 2023-02-20. Retrieved 2023-02-20.
9. ↑  "Join, or Die". Pennsylvania Gazette. Philadelphia. 9 مايو 1754. ص. 2. مؤرشف من الأصل في 2023-09-02. اطلع عليه بتاريخ 2014-01-19 – عبر أنسيستري.كوم.
10. ↑  "The Rattlesnake as a Symbol of America - by Benjamin Franklin". greatseal.com. مؤرشف من الأصل في 2023-09-30. اطلع عليه بتاريخ 2022-02-18.
11. ↑  "Top 23 Symbols of Freedom & Liberty Throughout History". Give Me History. 25 نوفمبر 2020. مؤرشف من الأصل في 2023-06-09.
12. ↑  Nicholson، Katie (15 فبراير 2022). "From snakes to Spartans: The meaning behind some of the flags convoy protesters are carrying". Canadian Broadcasting Corporation. مؤرشف من الأصل في 2023-04-04.
13. ↑  Miller, Matthew M. F. (20 Nov 2020). "The Radical Individualism Raging Throughout America". Shondaland (بالإنجليزية الأمريكية). Archived from the original on 2023-03-27. Retrieved 2022-03-05.
14. ↑  Robertson، Marcella (28 أكتوبر 2020). "Confederate flag along I-95 in Stafford removed, replaced with 'Don't Tread On Me' flag". WUSA9. مؤرشف من الأصل في 2023-05-05.
15. ↑  Bosso, Joe (25 Jun 2012). "James Hetfield, Kirk Hammett reflect on Metallica's Black Album". MusicRadar (بالإنجليزية). Archived from the original on 2023-04-01. Retrieved 2022-03-05.
16. ↑  Scocca، Tom. "Flag daze". The Boston Globe. مؤرشف من الأصل في 2023-03-26. اطلع عليه بتاريخ 2022-03-05.
17. ↑  "Yellow Gadsden Flag Carries a Long and Shifting History". Snopes.com (بالإنجليزية الأمريكية). 8 Jan 2021. Archived from the original on 2023-03-24. Retrieved 2022-02-17.
18. ↑  Neuman، Scott (10 أغسطس 2022). "A Florida license plate has reopened the debate over the 'Don't tread on me' flag". الإذاعة الوطنية العامة. مؤرشف من الأصل في 2023-07-02. اطلع عليه بتاريخ 2022-10-15.
19. ↑  Rosenberg، Matthew؛ Tiefenthäler، Ainara (13 يناير 2021). "Decoding the Far-Right Symbols at the Capitol Riot". نيويورك تايمز. مؤرشف من الأصل في 2025-04-06. اطلع عليه بتاريخ 2022-10-15.
20. 1 2 3  McCandless، Byron؛ Gilbert Hovey Grosvenor (1917). Our flag number: with 1197 flags in full colors and 300 additional illustrations in black and white. منظمة ناشيونال جيوغرافيك. مؤرشف من الأصل في 2023-05-11. اطلع عليه بتاريخ 2016-08-18.
21. ↑  Leepson، Marc؛ DeMille، Nelson (2006). Flag: An American Biography. Macmillan. ص. 12. ISBN:978-0-312-32309-7. مؤرشف من الأصل في 2023-04-19. اطلع عليه بتاريخ 2016-08-18.
22. ↑  "A More Perfect Union: Symbolizing the National Union of States". Library of Congress. 23 يوليو 2010. مؤرشف من الأصل في 2022-02-16. اطلع عليه بتاريخ 2016-08-18.
23. ↑  Franklin، Benjamin (27 ديسمبر 1775). "The Rattlesnake as a Symbol of America". The Franklin Institute. مؤرشف من الأصل في 2000-08-15.
24. ↑  Aron, Paul (2008). We Hold These Truths...: And Other Words That Made America (بالإنجليزية). Rowman & Littlefield. p. 51. ISBN:978-0-7425-6273-8. Archived from the original on 2023-09-02.
25. 1 2  McDonough, Daniel J. (2000). Christopher Gadsden and Henry Laurens: The Parallel Lives of Two American Patriots (بالإنجليزية). Susquehanna University Press. pp. 169–173. ISBN:978-1-57591-039-0. Archived from the original on 2023-09-02.
26. ↑  Godbold، E.؛ Woody، Robert (يناير 1982). Christopher Gadsden and the American Revolution. The University of Tennessee Press. ISBN:0-87049-362-0. مؤرشف من الأصل في 2023-06-06.
27. ↑  "United Company of the Train of Artillery (U.S.)". www.crwflags.com. مؤرشف من الأصل في 2021-12-08. اطلع عليه بتاريخ 2023-02-21.
28. ↑  "Flag of the United Train of Artillery of Providence". The Monticello Classroom. 28 يناير 2017. مؤرشف من الأصل في 2023-04-19. اطلع عليه بتاريخ 2018-04-03.
29. ↑  Rankin, Hugh F. “The Naval Flag of the American Revolution.” William and Mary Quarterly, vol. 11, no. 3, 1954, pp. 340–53. JSTOR, https://doi.org/10.2307/1943310. Accessed 20 Feb. 2023. نسخة محفوظة 2023-09-02 على موقع واي باك مشين.
30. ↑  "The disgraced Confederate history of the 'Don't Tread on Me' flag". Washington Post (بالإنجليزية). Archived from the original on 2023-09-20. Retrieved 2023-06-16.
31. ↑  "2020 Arizona Revised Statutes :: Title 28 - Transportation :: § 28-2439 Don't tread on me special plates". Justia Law (بالإنجليزية). Archived from the original on 2023-02-06. Retrieved 2022-02-08.
32. ↑  Neuman, Scott (10 Aug 2022). "A Florida license plate has reopened the debate over the 'Don't tread on me' flag" (بالإنجليزية). NPR. Archived from the original on 2023-07-02. Retrieved 2022-08-12.
33. ↑  Abad، Dylan (2 أغسطس 2022). "Florida's new 'Don't Tread On Me' license plate stirs controversy". WFLA-TV. مؤرشف من الأصل في 2023-04-02. اطلع عليه بتاريخ 2022-08-27.
34. ↑  Taborda, Noah (12 Apr 2021). "Kansas Legislature endorses Gadsden flag license plate supporting state rifle association". Kansas Reflector (بالإنجليزية الأمريكية). Archived from the original on 2023-02-06. Retrieved 2022-02-08.
35. ↑  "Gadsden Pew Club license plate". Maryland Motor Vehicle Administration. مؤرشف من الأصل في 2018-01-31. اطلع عليه بتاريخ 2018-01-31.
36. ↑  "Service Organizations & Associations". Montana Department of Justice. مؤرشف من الأصل في 2023-05-24.
37. ↑  "Friends of Sycamore Shoals State Historic Park". friendsofsycamoreshoals.org. مؤرشف من الأصل في 2018-12-14. اطلع عليه بتاريخ 2016-12-29.
38. ↑  "Seven States Now Offer 'Don't Tread on Me' License Plates; Is Yours on the List? - Tea Party News". Tea Party (بالإنجليزية الأمريكية). Archived from the original on 2016-08-12. Retrieved 2016-08-18.
39. ↑  Schwarz, Hunter (25 Aug 2014). "States where you can get a 'Don't Tread On Me' license plate". The Washington Post (بالإنجليزية الأمريكية). ISSN:0190-8286. Archived from the original on 2023-09-20. Retrieved 2016-08-18.
40. ↑  Walker, Rob. "The Shifting Symbolism of the Gadsden Flag". The New Yorker (بالإنجليزية الأمريكية). Archived from the original on 2023-09-24. Retrieved 2020-11-07.
41. ↑  Sawer, Marian (18 Apr 2007). "Wearing your Politics on your Sleeve: The Role of Political Colors in Social Movements". Social Movement Studies (بالإنجليزية). 6 (1): 39–56. DOI:10.1080/14742830701251294. ISSN:1474-2837. Archived from the original on 2023-03-29.
42. ↑  Doherty، Brian (16 نوفمبر 2016). "Free State Project Supporter Shot in Fight That Began Over Its Porcupine Flag". Reason. مؤرشف من الأصل في 2023-03-15. اطلع عليه بتاريخ 2021-02-12.
43. ↑  Hall, Simon. "'Guerrilla-Theater... In the Guise of Red, White, and Blue Bunting': The People's bicentennial Commission and the Politics of (Un-)Americanism. Journal of American Studies, Vol. 52, No. 1 (February 2018); pp. 114–136. Cambridge: Cambridge University Press, 2018; pp. 114-136
44. ↑  Daly, Christopher. "The Peoples Bicentennial Commission: Slouching Towards the Economic Revolution" جريدة هارفارد كريمسون April 28, 1975 نسخة محفوظة 2023-09-06 على موقع واي باك مشين.
45. ↑  Rosenberg, Matthew; Tiefenthäler, Ainara (13 Jan 2021). "Decoding the Far-Right-Symbols at the Capitol-Riot". The New York Times (بالإنجليزية الأمريكية). Archived from the original on 2025-04-06. Retrieved 2021-03-23.
46. ↑  Melendez, Pilar (7 Apr 2021). "Capitol Rioter Rosanne Boyland died from Drug-Overdose, not trampling". The Daily Beast (بالإنجليزية). Archived from the original on 2023-09-23.
47. ↑  "Death of QAnon-Follower at Capitol leaves a Wake of Pain". The New York Times. 30 مايو 2021. مؤرشف من الأصل في 2025-01-22. اطلع عليه بتاريخ 2021-06-01.
48. ↑  "Gadsden flag denied over State Capitol". New Haven, Connecticut: WTNH. 26 مايو 2010. مؤرشف من الأصل في 2011-01-13. اطلع عليه بتاريخ 2011-01-23.
49. ↑  Hayes، Ted (27 مايو 2010). "[[:قالب:-']]Tea Party' flag rankles some". East Bay Newspapers. مؤرشف من الأصل في 2010-06-11. اطلع عليه بتاريخ 2011-09-07. {{استشهاد بخبر}}: تعارض مسار مع وصلة (مساعدة)
50. ↑  Macedo، Diane (7 أبريل 2010). "Connecticut Marines Fight for 'Don't Tread on Me' Flag Display". فوكس نيوز. مؤرشف من الأصل في 2023-04-18. اطلع عليه بتاريخ 2010-08-02.
51. ↑  "Gadsden Flags Flying Off the Shelves in Support of the Tea Party Tax Protest" (Press release). FlagandBanner.com. Marketwire. 16 أبريل 2009. مؤرشف من الأصل في 2009-08-14. اطلع عليه بتاريخ 2009-07-07.
52. ↑  "Tea Party flag will not fly at Connecticut Capitol". NECN. 8 أبريل 2010. مؤرشف من الأصل في 2023-05-23. اطلع عليه بتاريخ 2010-08-02.
53. ↑  "Las Vegas shooting suspects left swastika, 'Don't tread on me' flag on dead officers". CBS News. مؤرشف من الأصل في 2023-03-27.
54. ↑  "Two Cops, Three Others Killed in Las Vegas Shooting Spree" (بالإنجليزية). NBC News. Archived from the original on 2022-12-24. Retrieved 2020-11-30.
55. ↑  "Flag's Believed Ties To Tea Party Lead To Removal From New Rochelle Building". CBS 2 New York. 22 أبريل 2013. مؤرشف من الأصل في 2023-04-15. اطلع عليه بتاريخ 2016-08-18.
56. ↑  "New Rochelle veterans lose Gadsden flag case". The Journal News / Lohud. 24 ديسمبر 2014. مؤرشف من الأصل في 2022-06-23. اطلع عليه بتاريخ 2021-01-08.
57. ↑  "What You Should Know about EEOC and Shelton D. v. U.S. Postal Service (Gadsden Flag case)". U.S. Equal Employment Opportunity Commission. مؤرشف من الأصل في 2023-09-02. اطلع عليه بتاريخ 2021-01-10.
58. ↑  "Far-right outsider takes shock lead in Argentina primary election". الجارديان دوت كوم. مؤرشف من الأصل في 2023-09-25.
59. ↑  "Jericho Video – Jericho – Season 2: Episode 7: Patriots And Tyrants w/ Commentary". CBS. مؤرشف من الأصل في 2023-05-30. اطلع عليه بتاريخ 2016-08-18.
60. ↑  "Parks And Rec: 10 Hidden Details About Ron Swanson's Office". ScreenRant (بالإنجليزية الأمريكية). 14 Nov 2019. Archived from the original on 2022-12-21. Retrieved 2021-08-08.
61. ↑  MacLeod, Riley (29 Jan 2023). "'The Last of Us' tells a new but familiar queer love story". The Washington Post (بالإنجليزية الأمريكية). Archived from the original on 2023-03-29. Retrieved 2023-02-11.
62. ↑  Masciotra، David (2015). Metallica. 33 1/3. Bloomsbury. ج. 108. ص. 65.